# 齿叶蓍
齿叶蓍（学名：Achillea acuminata）为菊科蓍属的植物。分布在俄罗斯、蒙古、日本、朝鲜以及中国大陆的内蒙古、陕西、青海、甘肃、东北、宁夏等地，生长于海拔60米至3,000米的地区，多生于山坡下湿地、草甸及林缘，目前尚未由人工引种栽培。

## 别名
单叶蓍（东北植物检索表）